# Balezinksij rajon
Il Balezinksij rajon (in russo Балезинский район?, in lingua udmurta Балезино ёрос) è un municipal'nyj rajon della Repubblica Autonoma dell'Udmurtia, in Russia. Istituito il 15 luglio 1929, occupa una superficie di circa 2 434,67 chilometri quadrati, ha come capoluogo il villaggio di Balezino e una popolazione di 27 857 abitanti. Il distretto è suddiviso in 17 comuni rurali.
La parte settentrionale del territorio si trova sulle alture della Kama, la parte centrale è attraversata dalla valle della Čepca.